# Okrug Čadca
Okrug Čadca (slovački: Okres Čadca) nalazi se u sjevernoj Slovačkoj u Žilinskome kraju. U okrugu živi 86 666 stanovnika, dok je gustoća naseljenosti 113,94 stan/km². Ukupna površina okruga je 760,61 km². Glavni grad okruga Čadca je istoimeni grad Čadca s 22 307 stanovnika. Okrug na sjeveru graniči s Češkom i Poljskom.

## Stanovništvo
| Godina:     | 1994.  | 2004.   | 2014.   | 2024.   |
| ----------- | ------ | ------- | ------- | ------- |
| Broj ljudi: | 91 569 | 92 944  | 91 124  | 86 666  |
| Razlika:    |        | +1,50 % | −1,95 % | −4,89 % |

| Godina:     | 2023.  | 2024.   |
| ----------- | ------ | ------- |
| Broj ljudi: | 87 135 | 86 666  |
| Razlika:    |        | −0,53 % |

## Gradovi
- Čadca
- Krásno nad Kysucou
- Turzovka

## Općine
| - Čierne - Dlhá nad Kysucou - Dunajov - Klokočov - Klubina - Korňa - Makov | - Nová Bystrica - Olešná - Oščadnica - Podvysoká - Radôstka - Raková - Skalité | - Stará Bystrica - Staškov - Svrčinovec - Vysoká nad Kysucou - Zákopčie - Zborov nad Bystricou |

### Ostali projekti
|  | Zajednički poslužitelj ima još gradiva o temi Okrug Čadca |